# Walter Lassally

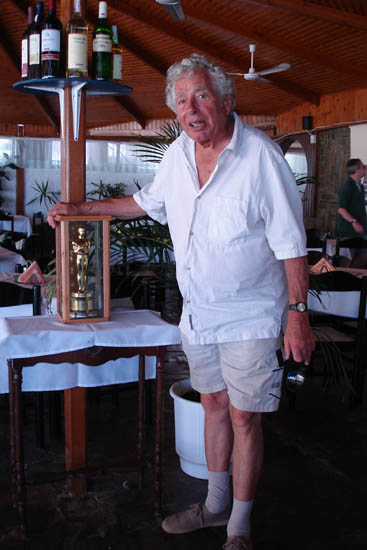
Walter Lassally mit seinem Oscar auf Kreta (2006)

Walter Lassally (* 18. Dezember 1926 in Berlin; † 23. Oktober 2017 in Chania, Kreta) war ein aus Deutschland stammender britischer Kameramann, der unter anderem einen Oscar für die beste Kamera gewann und mit dem ASC International Lifetime Achievement Award geehrt wurde.

## Leben
Der Sohn von Arthur Lassally emigrierte 1939 nach Großbritannien. Er begann seine Karriere als Kameraassistent 1947 bei dem Film Things Happen at Night und drehte zunächst semiprofessionelle Kurzfilme, die er teilweise unter dem Pseudonym John Walters veröffentlichte.
Ab 1950 freiberuflicher Kameramann, nahm er 1954 Kontakt zu Lindsay Anderson auf. 1956 gründete er mit Anderson, Karel Reisz und Tony Richardson die Bewegung Free Cinema. Charakteristisch für seine Kameraarbeit wurde Dreh vor Ort, weitgehender Verzicht auf künstliches Licht und der Einsatz mobiler Handkameras.
Parallel zu seiner Arbeit im Free Cinema war er seit Mitte der 1950er Jahre eng mit dem griechischen Kino verbunden. Er fotografierte auch einige Produktionen in der Bundesrepublik und arbeitete in den 1980er Jahren für das amerikanische Fernsehen. Lassally wirkte bis 2001 an der Erstellung von rund 120 Filmen mit. Er war Mitglied der British Society of Cinematographers (BSC)
und unterrichtete an der National Film and Television School.
Bei der Oscarverleihung 1965 gewann er den Oscar für die beste Kamera in einem Schwarzweißfilm, und zwar für Alexis Sorbas (1964) von Michael Cacoyannis mit Anthony Quinn, Alan Bates und Irene Papas in den Hauptrollen.
Für die Kamera in Heat and Dust (1983) von James Ivory mit Julie Christie, Greta Scacchi und Christopher Cazenove wurde er 1984 für den British Academy Film Award (BAFTA Film Award) nominiert. 1984 nominierte ihn die BSC darüber hinaus für den Preis für die beste Kamera in Die Damen aus Boston (The Bostonians), der ebenfalls von James Ivory 1984 mit Christopher Reeve, Vanessa Redgrave und Jessica Tandy inszeniert wurde.
Für seine Verdienste als Kameramann in der Filmwirtschaft wurde er 2005 mit dem Marburger Kamerapreis sowie 2008 mit dem International Lifetime Achievement Award der American Society of Cinematographers (ASC) geehrt.
Lassally lebte zuletzt in Stavros in Akrotiri auf Kreta. Den Oscar, den er 1965 für Alexis Sorbas erhielt, hatte er einem Restaurant am Strand von Stavros vermacht, ehe er durch einen Brand verloren ging.
Lassally starb im Oktober 2017 im Alter von 90 Jahren nach Komplikationen infolge einer Operation.

## Filmografie (Auswahl)
- 1947: Things Happen at Night
- 1951: Every Five Minutes (Kurzfilm)
- 1954: Thursday’s Children (Kurzfilm)
- 1955: Green and Pleasant Land (Kurzfilm)
- 1958: British Art and Artists (Dokumentarfilmreihe)
- 1961: Together
- 1962: Die Einsamkeit des Langstreckenläufers (The Loneliness of the Long Distance Runner)
- 1962: Elektra
- 1963: Tom Jones – Zwischen Bett und Galgen
- 1964: Alexis Sorbas (Zorba the Greek)
- 1964: Das Verlangen (Psyche 59)
- 1967: The Greeks (Dokumentarkurzfilm)
- 1967: Der Tag, an dem die Fische kamen (The Day the Fish Came Out)
- 1968: Joanna
- 1969: 2 durch 3 geht nicht (Three Into Two Won’t Go)
- 1970: Something for Everyone
- 1971: Can Horses Sing? (Dokumentarkurzfilm)
- 1973: Visions of Eight (Dokumentarfilm)
- 1975: Ansichten eines Clowns
- 1976: Fluchtversuch
- 1977: Die Frau gegenüber
- 1980: The Commanding Sea (Fernsehdokumentarfilm)
- 1981: Engel aus Eisen
- 1981: Memoiren einer Überlebenden (Memoirs of a Survivor)
- 1982: Der geheimnisvolle Fremde (The Mysterious Stranger, Fernsehfilm)
- 1983: Heat and Dust
- 1983: Private School – Die Superanmacher
- 1984: Die Damen aus Boston (The Bostonians)
- 1987: Indian Summer
- 1988: Die Täuscher (The Deceivers)
- 1991: Die Ballade vom traurigen Café (The Ballad of the Sad Café)
- 1994: Blick aus dem Fenster (View through the Window)
- 1995: Nature Perfected: The Story of the Garden (Fernsehserie)
- 2001: Aci Gonul
- 2013: Before Midnight (als Darsteller)

## Auszeichnungen
- 1965: Oscar für die beste Kamera in einem Schwarzweißfilm
- 2005: Marburger Kamerapreis
- 2008: ASC International Lifetime Achievement Award